# 森永ヒ素ミルク中毒事件
森永ヒ素ミルク中毒事件（もりながヒそミルクちゅうどくじけん）とは、1955年6月頃から主に西日本を中心に、ヒ素が混入した森永乳業徳島工場製の粉ミルクを飲用した乳幼児に、多数の死者・ヒ素中毒患者を出した毒物混入事件である。その事件性から森永ヒ素ミルク事件（森永砒素ミルク事件、もりながヒそミルクじけん）とも呼ばれる。
日本では食品添加物の安全性や粉ミルクの是非などの問題で、2025年現在でも消費者の権利として引き合いに出される事例となっている。また、食の安全性が問われた日本で起きた事件の第1号としてもしばしば言及されている。

## 事件の概要
森永乳業は、1953年頃から全国の工場で酸化の進んだ乳製品の凝固を防ぎ溶解度を高めるための安定剤として、第二燐酸ソーダ（Na2HPO4）を粉ミルクに添加していた。試験段階では純度の高い試薬1級の製品を使用していたものの、本格導入時には安価であるという理由から純度の低い工業用(無規格品)に切り替えられていた。
1955年に森永乳業徳島工場（徳島県名西郡石井町）が製造した缶入り粉ミルク（代用乳）「森永ドライミルク」（製造所コード「MF」の刻印がある缶）の製造過程で用いられた「第二燐酸ソーダ」に多量のヒ素が含まれていたため、これを飲んだ1万3千名もの乳児がヒ素中毒になり、130名以上の中毒による死亡者も出た。この「第二燐酸ソーダ」は、外部業者が徳島工場に納入した食用に適さない粗悪な「第二燐酸ソーダ」であり、徳島工場が、適切な「第二燐酸ソーダ」であるかを検査をせずに使用したずさんな安全管理により事件へと発展した。
徳島工場で使用された「第二燐酸ソーダ」と称する物質は、実際の第二燐酸ソーダとは似て非なる物であり、元々は日本軽金属がボーキサイトからアルミナを製造する過程で輸送管に付着した副産物（廃棄物）・低純度の燐酸ソーダ（Na3PO4）であり、これに多量(4.2〜6.3%)のヒ素が混入していた。この副産物が複数の企業を経た後に、松野製薬株式会社（大阪市東区[現在の中央区]平野町）（「製薬」の商号があるが医薬品ではなく工業用薬品のメーカーだったことが明らかになっている）に渡り生駒薬化で脱色精製させた。森永乳業によると松野製薬は米山化学工業株式会社の「第二燐酸ナトリウム」の木箱を偽造し純良品に夾雑させ、これを徳島の協和産業へ全て純正品として納入。森永乳業徳島工場が協和産業へ発注し納品された。ただし事件後の裁判においては、当該ロットが納品される際、安い品であり問題があれば返品して欲しいと協和から通達があり、徳島工場製造課においても色が変であることに気付いていたとされている。

### 事件性
当初は奇病扱いされたものの、岡山大学医学部第1病理学講座の妹尾左知丸（せのお さちまる）が森永乳業製の粉ミルクが原因であることを突き止めた。1955年8月24日に、岡山県を通じて当時の厚生省（現厚生労働省）に報告され、事件として発覚した。

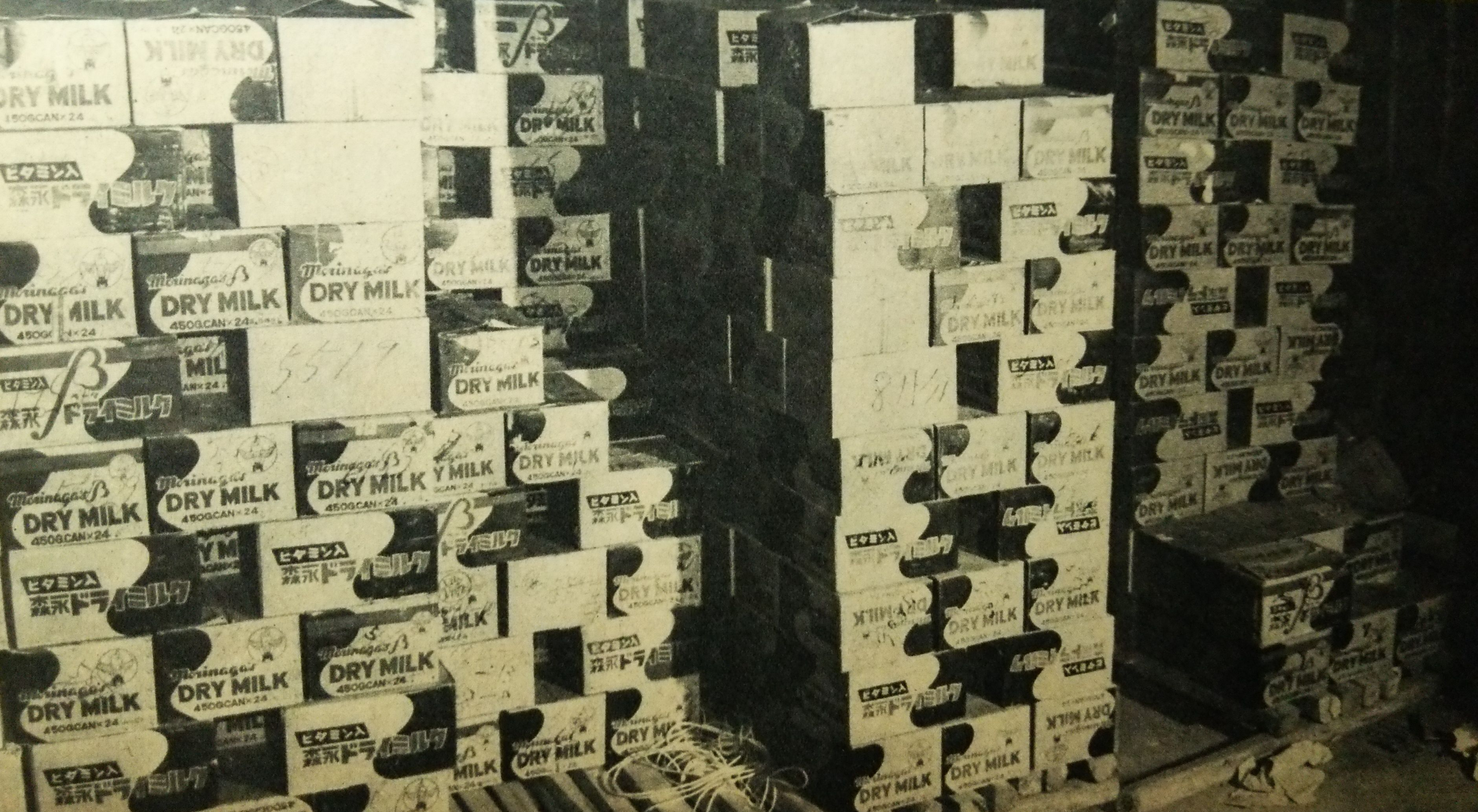
回収されたドライミルク

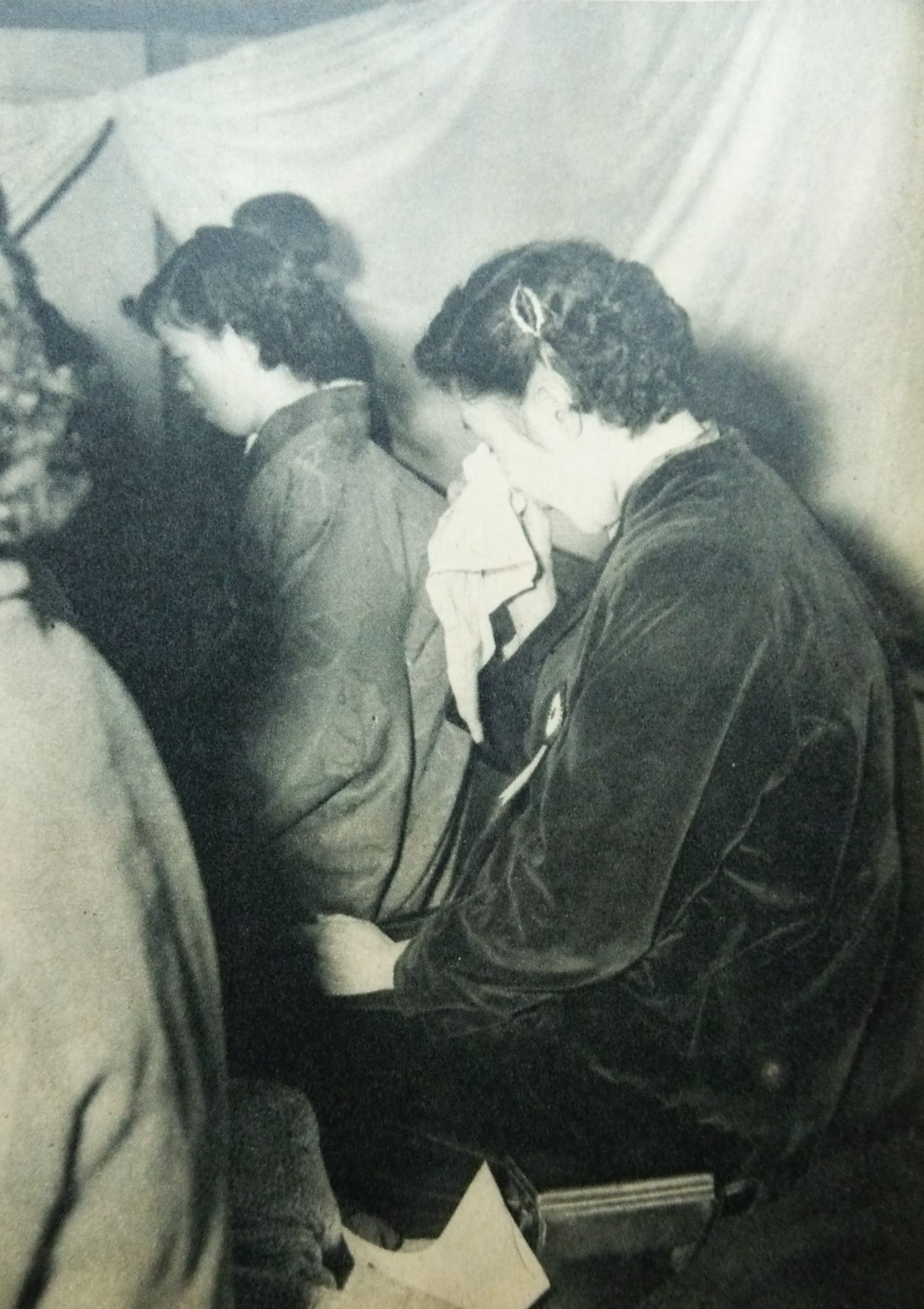
被害児の母親たち

1956年の厚生省の発表によると、ヒ素の摂取による中毒症状（神経障害、臓器障害など）が出た被害者の数は12,344人で、うち死亡者は130名であった。しかし、森永乳業の粉ミルクが原因と認められた患者についても『消費者の権利』が確立されていない時期でもあり、満足のいく患者の救済措置がとられなかった。
当時は日本の産業育成政策や高度経済成長が最優先される時代であり、日本国政府も森永乳業側に立って収束を図った。森永ミルク中毒の子どもを守る会の運動にも弱点があり、被害者の運動は抑え込まれてしまった。こうしてヒ素ミルク事件は終わったかのように見えた。

### 後遺症の発覚
しかし、その14年後、大阪大学医学部教授・丸山博が指導した人たちによって、被害者に後遺症が残っている可能性があぶりだされた。その報告が日本公衆衛生学会で発表され、事件は再燃した。被害者側の親たちは「救世主が現れた」と最大級の感謝を表明した。
被害者の親たちは再結集し、森永ミルク中毒の子どもを守る会は活動を再開した。その闘いの中で裁判闘争と不買運動は大きな力を発揮していった。
1審では森永乳業側が全員無罪とされたものの、検察側が上訴した。刑事裁判は1973年まで続き、判決は過失の予見可能性判断において危惧感説（新々過失論）を採用して、徳島工場元製造課長1人が実刑判決を受けた。ちなみに危惧感説が採用されたと見られる裁判例は本判決が唯一である。1審の判決が衝撃的だったため、被害者側は民事訴訟を断念したが、その後の差し戻し判決により、被害者側は民事裁判を有利に進める形になっていった。その後に後遺症問題が明らかとなったのだが、その際も森永乳業側は長らく因果関係と責任を否定し続けた。

### 森永乳業が因果関係を認める
森永乳業が原因をミルク中のヒ素化合物と認めたのは、発生から15年経過した1970年の民事裁判中のことであった。その際、森永乳業は「第二燐酸ソーダ」の納入業者を信用していたので、自分達に注意義務は無いと主張していた（工業用第二燐酸ソーダの納入業者は「まさか食品に工業用の薬品を使用するとは思わなかった」と裁判所で証言した）。
後にこの第二燐酸ソーダは国鉄仙台鉄道管理局に、「蒸気機関車のボイラー洗浄剤」として納品されたが、使用前の品質検査でヒ素が検出され、返品されていた事実が明らかとなった。

### 森永不買運動
「食品としての品質検査は必要ない」と主張した森永乳業の企業態度は消費者から厳しく指弾され、1960年代には森永製品の不買運動が発生した。当時、森永乳業は乳製品の売り上げでは明治・雪印を凌ぐ企業であったが、長期裁判となったこともあり、森永乳業のイメージダウンは拭いきれず、市場占有率を大きく落とした。また、不買運動は兄弟会社である森永製菓の製品にも及んだことから、同社の経営も打撃を受け、製菓・乳業の企業間の関係も微妙なものとなった。
特に岡山県では事件以降、森永製品への不信感が消費者に根強く残ったことから、売り上げの見込めない森永製品を一切扱わない商店も数多く存在した。このような動きは西日本一帯で、事件が一応の決着を見た1980年代まで続いた。
こうした不売買運動は、当初は森永告発など支援者らの自主的な運動として行われていたが、森永乳業の不誠実な対応に対抗するために、守る会全国本部方針として決定し、日本国民に呼びかけてから大きく拡がり、日本の不売買運動において史上最大のものとなった。森永乳業が不買運動で経営悪化に追い込まれた後で責任を認め、被害者救済に全面的に協力をすることを表明して以降、守る会は『不買運動の取りやめ』を決定した。

## 事件のその後
1973年12月に、森永ミルク中毒の子どもを守る会（現「森永ひ素ミルク中毒の被害者を守る会」。全員が成人したため「子ども」から「被害者」に差し替え）、国、森永乳業の三者により、「確認書」が締結され、被害者を恒久救済することで合意し、森永乳業は救済資金を拠出することを約束した。この合意に基づいて「ひかり協会」（現、公益財団法人ひかり協会）が1974年4月に設立され、その後安定的に救済事業は進められている。
三者およびひかり協会はその後も定期的に「三者会談」を開催し、被害者の救済にとって必要な協議を実施している。またこの救済事業に賛同する400名近くの専門家により支えられている。地域救済対策委員会は19の地域で被害者の相談に乗ったり、必要な援助対応についてひかり協会職員に対し助言を行ったりしている。これだけ多くの専門家による協力を得ている公害被害者救済事業は、日本では他に見られない。また、被害者自身が救済事業協力員として、被害者の健康づくりの呼びかけ等を行っているのも大きな特徴である。現在600名を超える救済事業協力員が活躍している。
この三者会談方式による救済事業は、公害被害者救済方式として注目されているが、現段階ではこの事件以外で同様の方式をとっているところはない。ひかり協会は、その公益性が認められ、2011年に公益財団法人に認定された。（公益財団法人ひかり協会ホームページ参照）
被害者組織である守る会と、加害者である森永の関係は、1973年12月に責任を全面的に認めてからは、被害者救済において協力する関係に変化した。被害者側で支援活動をしていたのが、当時弁護士だった中坊公平である。彼はこの事件に関わるまでは、地位が安定している企業の顧問弁護士で一生を過ごそうかと考えていたが、父親の一喝で関わることになる。その後民事訴訟の弁護団長として活躍し、ひかり協会設立後は理事や評議員を務め、亡くなる直前まで被害者の運動を応援した。
一方、「森永砒素ミルク闘争二十年史」は不売買運動を開始させ、収束させたのは1955年当時の被災者同盟の指導者であり、和解交渉にあたっては、追い詰められた森永のほうが日本国政府を通じて、被害者との面会を切望したものである。
「森永ミルク中毒の子どもを守る会」は機関紙で次のような事実を掲載し、森永乳業の被害者への警戒を呼びかけていた。
これが1973年の確認書締結以前の状態であった。
1973年確認書締結後は、「森永は責任を果たしている」というのが「森永ひ素ミルク中毒の被害者を守る会」の主張である。
しかし、「森永事件はまだ終わっていない」として恒久的な社会的監視が必要だとの指摘もあった。
事件の震源地となった徳島工場は粉ミルクの製造を中止した上で操業を続けていたが、2011年1月、同年9月の閉鎖が決定され、9月30日に閉鎖された。
「守る会」に対して、
救済のあり方を問題視した被害者家族が「守る会」内で発言機会を奪われるという言論制限事件があったという報道がなされた。
また、重症被害者の親によって「守る会」「ひかり協会」を相手取って人権救済の訴えが提起されているが、結果は申し立て棄却。さらにひかり協会や国、守る会、森永に対し損害賠償を提訴したが、ひかり協会らに非はないと棄却された。さらに、2009年2月、機関紙「ひかり」で行った批判キャンペーンに対して、事実無根の羅列であるとして、名誉毀損の損害賠償請求訴訟を提起し（「平成21年（ワ）第249号損害賠償等請求事件」）、岡山地方裁判所は、その主張を一部認めた。
この事件の責任と反省から、森永乳業は毎年、新入社員に対してこの事件を振り返るところから始まり、本事件を題材にした食の安全に対する徹底的な社員教育を実施している。
2022年5月、被害者の一人で、現在も脳性まひや頸椎症性脊髄症などの症状が悪化している大阪市内在住の68歳の女性が、「現行の救済では不十分」として、森永乳業に5500万円の損害賠償を求める民事訴訟を大阪地裁に起こした。ひかり協会は年金と合わせて月額14万円を「生活保障水準額」と規定しており、障害等級が重くなり年金受給額が増えるほど、手当の支給額が少なくなる。「（自分の親も含め）被害者は、自分の子供が将来困らないくらいの額をもらえると思って訴訟を取り下げたはず。なのに、私のような重症患者からすれば、悪化する症状に対する十分な補償は得られていない。だまされたと言うほかないです」と思うように動かない指先を見つめて女性は言葉を絞り出した。2021年、女性は森永乳業を相手取って民事調停を起こしていたが、森永側は協会を通して被害補償しており、「個別の賠償請求には応じられない」と取り合わず、調停は不成立に終わっていた。
2023年3月、岡山大学医学部疫学・衛生学分野教室（当時は衛生学教室）の金庫に保管されていた、ヒ素が混入した徳島工場で1955年5月6日に製造された森永ドライミルクの未開封缶と、同大病院の最初期の患者のカルテが発見された。発見された未開封缶とカルテは岡山大学医学部医学資料室にて同年4月17日より一般公開されることとなった。

## 裁判関係書類の遺失
2013年2月20日、厚生労働省職員が帰宅途中に、事件に関連する裁判資料を、東京メトロ丸ノ内線内で遺失した。原告等3名と被告関係者10名の氏名・住所等の他、被害者13,432名のうち1979年に森永ひ素ミルク飲用者証明書を交付された455名について、当時の氏名と居住市町村が記載されたリストが含まれていた。同省は当該職員と上司に対して文書による厳重注意等を行い、被害者らに謝罪した。

## 他の事件への波及
グリコ・森永事件
1984年（昭和59年）のグリコ・森永事件では、読売新聞社（週刊読売編集部）への挑戦状で、森永乳業と関係が深い森永製菓を標的にした理由が「森永　まえに　ひそで　どくの　こわさ　よお　わかっとるや　ないか」と大阪弁で記載されており、ヒ素ミルク事件が遠因になったことを示唆している。